# Magdalena Kožená
Magdalena Kožená (Brno, República Txeca, 26 de maig de 1973) és una mezzosoprano txeca.
Va començar cantant amb el cor de joves de l'Orquestra Filharmònica de Brno. Després d'estudiar veu i piano al conservatori de Brno i a l'Acadèmia d'Arts Escèniques de Bratislava, amb la professora Eva Bláhová. Es llicencià el 1995.
L'any 1995 va guanyar el Sisè Concurs Internacional de Mozart a Salzburg i durant la temporada següent, 1996-97, s'incorporà a l'Òpera Popular de Viena. Actua sovint al festival Primavera de Praga i al festival Concentus Moraviae.
L'any 2004 va ser nomenada Artista de l'Any per Gramophone, la revista mensual britànica del mateix nom, i després n'obtingué d'altres: el Premi Echo‚  el Record Academy Prize o el Diapason d'or, per exemple. L'any 2003 Magdalena Kožená va ser nomenada Chevalier de l'Ordre des Arts et des Lettres pel govern francès.
Està casada amb el director d'orquestra Simon Rattle.